# La rossa explosiva
La rossa explosiva  (original:The Strawberry Blonde) és una pel·lícula dels Estats Units de Raoul Walsh estrenada el 1941. Ha estat doblada al català.

## Argument
Enviat a la presó per l'home que li ha robat la dona que estimava, "Biff" Grimes (James Cagney) vol venjar-se.
Tanmateix, la seva vida actual amb Amy Lind (Olivia de Havilland), la seva dona amb qui es casa per despit, no seria feliç?

## Al voltant de la pel·lícula
- Raoul Walsh explica en la seva autobiografia una entrevista amb Jack Warner, el patró de la Warner Bros., en aquests termes: «Tinc dues coses a dir-te, em va dir Jack Warner recolzant-se contra l’informe de la seva butaca i prenent el seu aire seriós. Cagney vol que el dirigeixis a La rossa explosiva, i Ann Sheridan m’agafa per a Dracula. »[3] En Efecte, Jack Warner està en conflicte amb Ann Sheridan, una de les seves estrelles sota contracte, que refusa el paper de Virginia Brush a La rosa explosiva. El guió és tanmateix fet especialment per a ella[4] i quan Walsh intenta persuadir-la de fer la pel·lícula ella s'hi nega pretextant que el productor l'havia refusada per a una comèdia musical de la Twentieth Century Fox i vol tornar-li la moneda.[3] Walsh es recordarà llavors d’una starlette que havia vist en pel·lícules de sèrie B i igualment en un número de ball que executava en un night-club a Caliente, Califòrnia alguns anys abans.[3] De seguida proposa a Jack Warner contractar Rita Hayworth, aquesta jove starlette de la Columbia, pel paper.[5]
- La rossa explosiva  és el remake d’ One Sunday Afternoon  pel·lícula de Stephen Roberts el 1933 amb Gary Cooper i Fay Wray als principals papers. Una tercera adaptació, musical aquesta vegada, va ser dirigida de nou per Raoul Walsh sempre sota el títol  One Sunday Afternoon  el 1948 amb Dennis Morgan, Janis Paige i Dorothy Malone.

## Repartiment
- James Cagney: T. L. "Biff" Grimes
- Olivia de Havilland: Amy Lind
- Rita Hayworth: Virginia Brush
- Jack Carson: Hugo Barnstead
- Alan Hale: El pare Grimes
- George Tobias: Nicholas Pappalas
- Una O'Connor: Sra. Timothy Mulcahey
- George Reeves: Harold
- Lucile Fairbanks: L’amant de Harold
- Edward McNamara: Big Joe
- Helen Lynd: L’amant de Harold
- Herbert Heywood: Toby

## Premis i nominacions

### Nominacions
- 1942. Oscar a la millor banda sonora per Heinz Roemheld

## Galeria

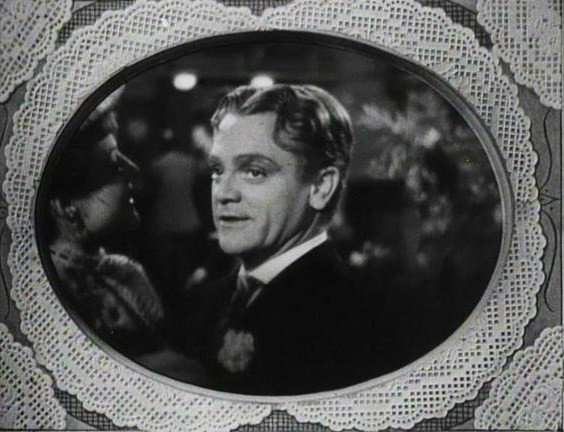
James Cagney
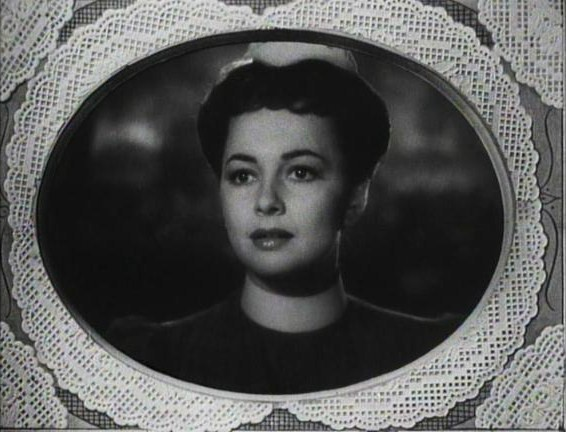
Olivia de Havilland
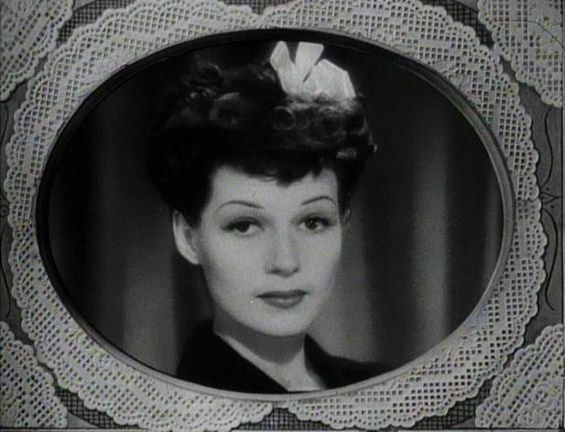
Rita Hayworth
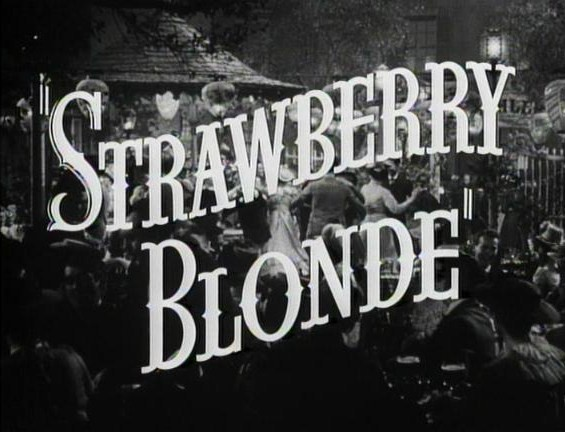
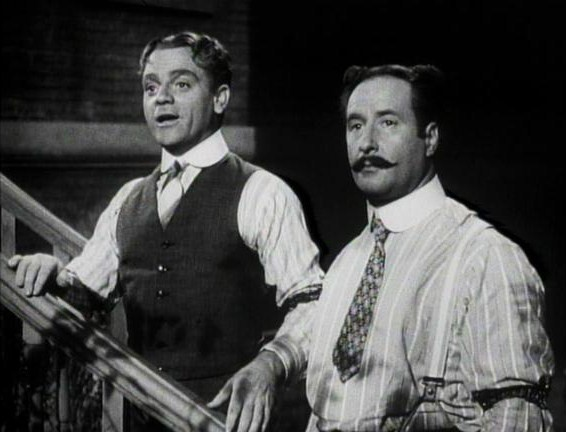
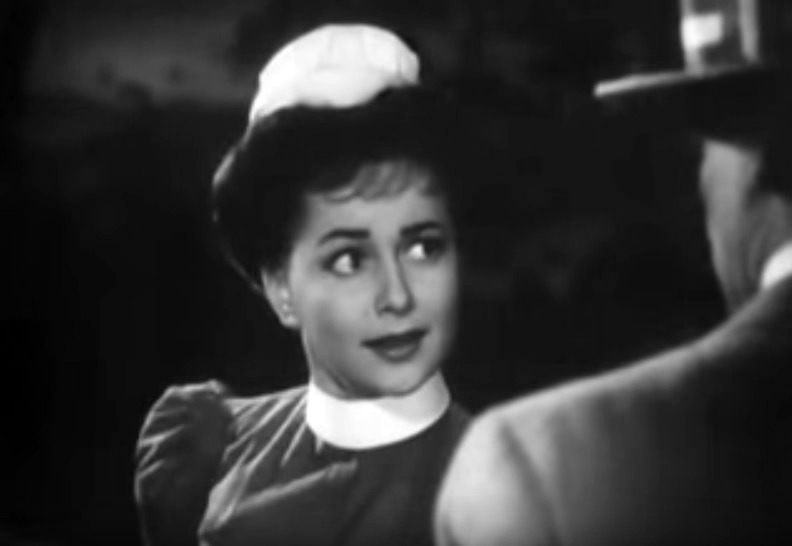
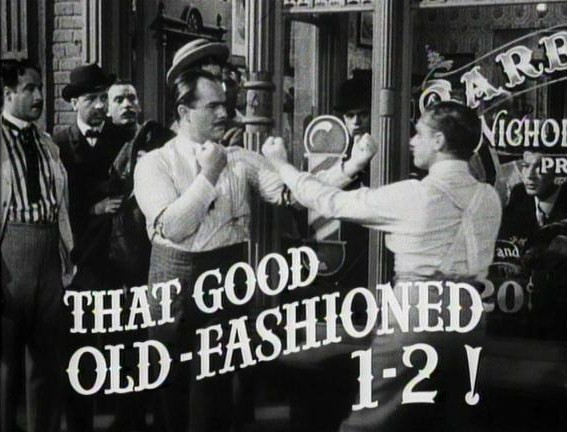
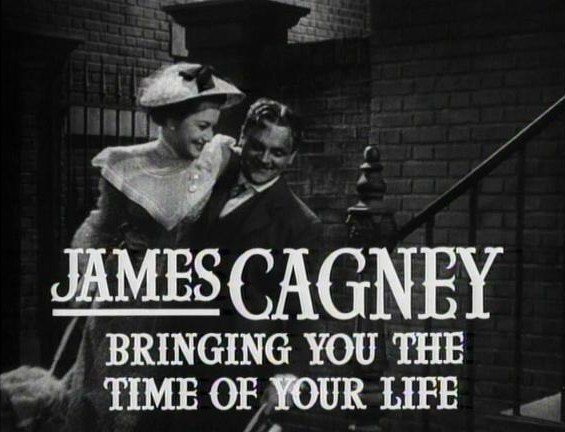
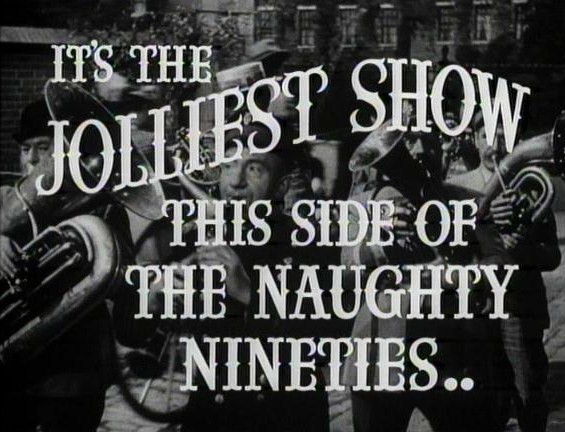